# Future Weather
Future Weather è il primo EP del gruppo musicale statunitense The War on Drugs, pubblicato nel 2010.

## Tracce
1. Come to the City #14
2. Baby Missiles
3. Comin' Through
4. A Pile of Tires
5. Comin' Around
6. Brothers
7. Missiles Reprise
8. The History of Plastic